# 내곡도서관
내곡도서관은 서울특별시 서초구에 있는 공립 도서관이다.

## 개방 시간
화~금요일 : 어린이자료실	09:00 - 22:00 / 종합자료실1·2 09:00 - 22:00
토~일요일 : 도서관 전체 09:00 - 18:00

## 연혁
- 2018년 3월 20일 개관.

## 오는 방법
내곡도서관은 다양한 대중교통들과 접근성이 뛰어나다. 대표적으로 신분당선을 타고 청계산입구역 1번 출구에서 나온 후 약 600m(도보 10분)을 걷거나, 지선버스 4432, 마을버스 서초 20번, 청계산입구역(22401, 22591) 등의 버스들을 이용해 올 수도 있다.